# Carnitin-Acyltransferase-System
Das Carnitin-Acyltransferase-System ist in der Biologie ein wichtiges Transportsystem, bestehend aus mehreren Enzymen, das zum Transport von Fettsäuren in die Mitochondrien dient. Dort wird aus den Fettsäuren im Rahmen der β-Oxidation Energie gewonnen.

## Grundlagen
Triglyceride bestehen aus Fettsäuren und Glycerin und sind wichtige Energiespeicher. Sie gelangen mit der Nahrungsaufnahme über die Speiseröhre und den Magen in den Dünndarm und werden durch Lipolyse mit Hilfe der Pankreas-Lipase, in freie Fettsäuren und Glycerin gespalten. Die beiden Produkte der Lipolyse können als Komplex mit Gallensäuren, so genannten Micellen, resorbiert, das heißt von den Epithelzellen des Dünndarms aufgenommen werden. In den Zellen werden aus den freien Fettsäuren und Glycerin wieder Triglyceride gebildet, die mit Apolipoproteinen verpackt und in Form von Chylomikronen über das Lymphsystem und die Blutbahn zu den Geweben transportiert werden. 
Der Transport von Fettsäuren vom Zytosol in die mitochondriale Matrix, dem Ort der β-Oxidation, wird durch verschiedene Carnitin-Acyltransferasen, der Acyl-CoA-Synthetase sowie der Carnitin/Acylcarnitin-Translokase katalysiert.
Nach bisherigem Verständnis existieren drei verschiedene Carnitin-Acyltransferasen mit
unterschiedlichen Spezifitäten für unterschiedliche Kettenlängen der Substrate. Im Einzelnen
sind dies die Carnitin-Acyltransferase (CAT), die Carnitin-Oktanyltransferase (COT) und
die Carnitin-Palmityltransferase (CPT). Im Gegensatz zur CPT-Fraktion sind die CAT und COT vollständig löslich.

## Genetik
Das Carnitin-Palmityltransferasesystem besteht aus zwei, immunologisch gegeneinander abgrenzbaren, auf unterschiedlichen Genen kodierten Komponenten: die Carnitin-Palmityltransferase 1 (CPT-1; EC 2.3.1.21) und die Carnitin-Palmityltransferase 2 (CPT-2).
Während die CPT 2 als einzelnes Protein dem Chromosom 1 Genlocus p32 zugeordnet wurde, existieren für die Isoformen der CPT-1 jeweils eigene Gene, so dass die L-CPT 1 auf Chromosom 11 Genlocus q13 und die Muskelisoform (M-CPT 1) auf Chromosom 22 Genlocus q13.3 codiert ist.